# Rivière Blanche (Gatineau)
Pour les articles homonymes, voir Rivière Blanche.
La rivière Blanche est un tributaire de la rive est de la rivière des Outaouais. La rivière Blanche traverse du nord au sud la municipalité de Val-des-Monts, dans la municipalité régionale de comté (MRC) Les Collines-de-l'Outaouais et la ville de Gatineau, dans la région administrative de l'Outaouais, dans la province de Québec, au Canada.

## Géographie
La rivière Blanche tire ses eaux de tête des lacs Edges, Chamberlain et Gardiner situés dans la municipalité de Val-des-Monts, dans la municipalité régionale de comté (MRC) Les Collines-de-l'Outaouais. À partir du lac Chamberlain, la décharge coule 1,9 km d'abord vers l'ouest, puis vers le sud pour se déverser sur la rive nord du lac McMullin que le courant traverse d'ouest en est sur 1,3 km, jusqu'à l'embouchure située près du hameau Val-Paquin.
Parcours de la rivière en aval du lac McMullin (segment de 15,9 km)
La décharge du lac McMullin coule sur 0,4 km vers le sud en recevant les eaux du lac Nadeau (venant de l'est) jusqu'à la rive nord du lac Saint-Pierre, lequel a la forme d'un J inversé sur lui-même dont la base est tournée vers l'est. Autour de ce lac (surtout sur la rive ouest), la villégiature est très intense. Le courant traverse ce lac sur sa pleine longueur, soit 6,0 km. L'embouchure est située du côté est. La décharge coule sur 1,2 km vers l'est pour se déverser sur la rive nord du lac McArthur, que le courant traverse d'ouest en est sur 1,8 km jusqu'à une passe désignée La Culbute.
De là, le courant traverse sur 3,6 km le lac Grand du nord-ouest vers le sud-est, jusqu'au pont routier. Le courant continue en traversant en partie le lac Dame sur un km jusqu'à son embouchure situé sur la rive sud du lac, face à l'île aux Falaises. La décharge coule sur 0,5 km vers le sud en traversant le lac aux Chutes, jusqu'à la rive nord du lac Brassard que le courant traverse du nord au sud sur 1,0 km jusqu'au barrage situé à l'embouchure, près du hameau Lac-McGregor. À partir du barrage, la décharge coule sur 380 m jusqu'à la rive nord du lac McGregor, lequel comporte beaucoup d'îles.
Parcours de la rivière en aval du lac McGregor (segment de 31,2 km)
Le courant traverse le lac McGregor sur 4,6 km jusqu'au pont Nadon, en contournant une grande presqu'île rattachée à la rive sud et s'étirant vers le nord. Ce lac est alimenté par le ruisseau Pélissier (venant de l'ouest). À partir du pont Nadon, le courant coule sur 1,2 km vers le sud en traversant un petit lac alongée formé par un élargissement de la rivière Blanche, jusqu'à un pont routier. Le courant poursuit sur un km vers le sud-est jusqu'au pont du Barrage. De là, le courant coule sur 1,5 km, d'abord vers le sud et en bifurquant vers l'est sur 0,43 km pour contourner le hameau de Perkins par le sud, puis bifurquant vers le sud à nouveau jusqu'au ruisseau à Rainville (venant de l'ouest). À partir du hameau Perkins, la rivière coule généralement en milieu agricole et urbain.
De là, la rivière Blanche se dirige sur 8,0 km en formant quelques serpentins, puis tout droit vers le sud, en recueillant les eaux du ruisseau du Donaldson (venant de l'est), jusqu'au pont routier du hameau Jeanne-d'Arc, situé à l'est de la ville de Gatineau. La rivière continue sur 4,8 km vers sud-est en recueillant les eaux du ruisseau Noueux et la décharge (venant du nord-est) de quelques lacs, jusqu'à l'autoroute 50. La rivière Blanche poursuit vers le sud sur 3,2 km en milieu urbain jusqu'au pont du chemin de fer du Canadien National. De là, la rivière bifurque vers l'est pour couler sur 5,2 km dans le secteur urbain de Templeton-Est. De là, la rivière coule sur 1,7 km vers le sud dans une zone de marais, pour se déverser dans la rivière des Outaouais dans la zone de La Crinque située à l'est de la Baie McLaurin. Dans la ville de Gatineau, une presqu'île de 2,2 km s'avance vers l'est en longeant la rivière des Outaouais, jusqu'à l'embouchure de la rivière Blanche.

## Toponymie
En 1815, l'arpenteur-géographe Joseph Bouchette a décrit la rivière en tentant d'en cartographier le parcours. Selon ses plans, il a erré en fixant le parcours de La Blanche dans le canton de Portland, puis dans celui de Buckingham. Le déterminatif blanche, serait associé à la teinte blanchâtre que les sols argileux donnent à l'eau. En 1843, le père Desroches signalait dans ses écrits : « Les habitants de la rivière Blanche veulent une visite des missionnaires, et il y a là six chantiers ».
Le toponyme rivière Blanche a été officialisé le 5 décembre 1968 à la Banque des noms de lieux de la Commission de toponymie du Québec.